# Хенри Кисинџер
Хенри Алфред Кисинџер (енгл. Henry Alfred Kissinger; Фирт, 27. мај 1923 — Кент, 29. новембар 2023), рођен као Хајнц Алфред Кисингер, био је амерички политичар и дипломата јеврејског порекла. Играо је важну улогу у америчкој политици између 1969. и 1977. године, на позицији државног секретара од 1969. до 1977. Добитник је Нобелове награде за мир.
Био је заговорник реалне политике у међународним односима. Битно је допринео попуштању затегнутости у односима САД са Совјетским Савезом и Кином током 1970-их, и смиривању израелско-арапских тензија.

## Живот и рад

### Школа и каријера
Хенри Кисинџер је рођен као Хајнц Алфред Кизингер 1923. у Фирту, у немачком региону Франкену. Потиче из јеврејске породице; отац му је био учитељ. Због погрома и протеривања Јевреја из Хитлерове Немачке, 1938. године бежи са родитељима у Њујорк (САД). 19. јуна 1943. добија америчко држављанство и одмах потом је мобилисан. После Другог светског рата, остаје у Немачкој где ради у америчкој зони као контраобавештајац.
Године 1947. враћа се у САД где наставља школовање на Универзитету Харвард на ком 1954. брани докторску дисертацију на тему „Метерних, Кастлро и проблеми мировног уговора 1812-1822". Између 1954. и 1971. био је члан ректората Харвардског универзитета, као и научни сарадник и предавач. У то време био је сарадник у многим политичким као и војним институцијама САДа. Након напуштања активне политичке каријере 1977, прихвата професуру на катедри за међународну дипломатију на вашингтонском Џорџтаун универзитету.

### Политичка каријера
Прва политичка искуства, Хенри Кисинџер скупља од 1957. као саветник гувернера Нелсона Рокфелера. После тога је био цењен и код америчких председника Кенедија, Џонсона и Никсона. Избором Никсона за председника 1968. Кисинџер постаје званични председников саветник за питања безбедности (National Security Advisor). САД су у том периоду имале више проблема на том пољу, од Вијетнамског рата па до повећаног совјетског утицаја на Блиском истоку.
У јулу и новембру 1971. предузима две тајне мисије у Народној Републици Кини, где са тадашњим кинеским премијером Џоу Енлајем припрема Никсонову посету Кини, као и укупну нормализацију односа између две земље. Исте године посећује и Совјетски Савез где припрема споразум о ограничењу наоружања познатом као САЛТ 1 (Strategic Arms Limitation Talks) као и о ограничењу броја стратешких ракета АБМ-Уговор (Anti Ballistic Missiles) између САД и Совјетског Савеза.
Са Северним Вијетнамом (Lê Ðức Thọ) је Кисинџер такође имао тајне преговоре који су довели до потписивања уговора који због оружане помоћи САД Јужном Вијетнаму није заживео. Оба политичара су добили Нобелову награду за мир, коју је Вијетнамац Ле Дук То одбио.
Године 1973, до 1974. Кисинџер је учествовао и у преговорима Израела и арапских земаља, првенствено са Сиријом.
Због његове политике према земљама трећег света, Кисинџер је један од контрадикторних политичара ере Хладног рата. Он и ЦИА су 1973. подржали крвави пуч генерала Августа Пиночеа против демократски изабраног председника Салвадора Аљендеа чији социјалистички правац није одговарао америчким интересима и Латинској Америци. Због умешаности Кисинџера код тог и сумње за умешаност у Операцији Кондор средином 70-их, Кисинџеру су упућени судски позиви за сведочења (а и оптужбе) из многих земаља, којима се он није одазвао. 2001. је бразилска влада повукла позив Кисинџеру за одржавање говора у Сао Паолу, зато што му није могла гарантовати дипломатски имунитет.
У међувремену објављени тајни документи показују да је Кисинџер, заједно са тадашњим председником Фордом ауторизовао, међународном праву противну, инвазију Источног Тимора од стране Индонезије, која је укупно „коштала“ 60.000 жртава.
Доласком на власт председника Картера, Кисинџер се повлачи из политичког деловања. Подржавао је кандидатуру Регана за председника, и након његове победе постаје члан Регановог саветничког тима.

### Ставови о ратовима у бившој Југославији
Када је почео грађански рат у Југославији у америчким медијима критиковао је став САД о признавању Босне и Херцеговине сматрајући тај став апсурдним. Апеловао је на западне званичнике да се не мешају у рат између Срба и Хрвата јер је историја односа ова два народа дуга неколико векова и да они треба сами да се договоре. Такође је критиковао споразум у Рамбујеу за који је рекао да га у таквој форми не би прихватио ниједан Србин, да је то била чиста провокација и да такав споразум уопште није смео да се нађе на столу за преговоре. Како год, када је бомбардовање почело сматрао је да ваздушни напади треба да се наставе јер би кредибилитет НАТО-а био доведен у питање уколико би се са тиме престало, али се чврсто залагао да се не предузима никаква копнена акција.
Сматрао је да треба створити муслиманску државу, а осталима народима дозволити да оснују своје независне државе или да се прикључе, уколико желе, Србији или Хрватској.

### Остало
1987. добија „Карлову награду“ града Ахена. 2005. истакнут је (још неодговорен) захтев друштвених и политичких организација Ахена Кисинџеру, због наводног учешћа у ратним злочинима за одузимање те награде. Од 1998. почасни је грађанин родног града Фуерт. Члан је научног одбора фондације „Ото фон Бизмарк“ од 1996. године.

## Признања
- Нобелова награда за мир (1973)
- Карлова награда (1987)
- Награда „Франц Јозеф Штраус“ (1996)
- Баварски орден за заслуге (2005)

## Дела
- Мемоари 1968- C. Bertelsmann. 1979. 1973.  978-3-570-03138-4.
- Мемоари 1973- C. Bertelsmann. 1982. 1974.  978-3-570-00710-5.
- Равнотежа великих сила. Manesse Verlag, Zürich. 1990.  978-3-7175-8062-1.
- Шест стубова светског поретка. Siedler. 1992.  978-3-88680-358-3.
- Разумност нација: О бићу спољашње политике. Siedler. 1994.  978-3-88680-486-3.
- Године обнове. Сећања. Bertelsmann. 1999.  978-3-570-00291-9.
- Изазов Америке. Светска политика у 21. веку. Propyläen. 2002.  978-3-549-07152-6.

### На српском
- Фергусон, Нил. Кисинџер 1923-1968: идеалиста. Центар за међународну сарадњу и одрживи развој - ЦИРСД.
- Хиченс, Кристофер (2001). Случај Хенри Кисинџер: злочинац или не. Београд: Филип Вишњић.

### На енглеском
- Јуџин Јерецки (Eugene Jarecki): The Trials of Henry Kissinger (DVD), 2002
- Isaacson, Walter (1992). Kissinger: A Biography. Simon & Schuster. ISBN 978-0-671-66323-0.
- Klitzing, Holger (2007). The nemesis of stability: Henry A. Kissinger's ambivalent relationship with Germany. Trier: WVT. ISBN 978-3-88476-942-3.
- Karnow, Stanley (1983). Vietnam: A History. Viking. ISBN 0-1400-7324-8.
- Graubard, Stephen Richards (1973). Kissinger: Portrait of a Mind. Norton. ISBN 0-393-05481-0.
- Lacey, Robert (1981). The Kingdom. Harcourt Brace Jovanovich. ISBN 0151472602.
- Zonis, Marvin (1991). Majestic Failure. University of Chicago Press. ISBN 0-226-98928-3.
- Kalb, Marvin L. and Kalb, Bernard (1974). Kissinger. ISBN 0-316-48221-8.
- Hersh, Seymour (18. 5. 1984). Price of Power. Touchstone. ISBN 0-671-50688-9.
- Hanhimäki, Jussi M. (9. 9. 2004). The Flawed Architect: Henry Kissinger and American Foreign Policy. Oxford University Press, USA. ISBN 0-19-517221-3.
- Schlafly, Phyllis; Ward, Chester Charles (1974). Kissinger on the Couch. Arlington House Publishers. ISBN 0-87000-216-3.
- 2009. Kurz, Evi. The Kissinger-Saga – Walter and Henry Kissinger. Two Brothers from Fuerth, Germany. London. Weidenfeld & Nicolson. Kurz, Evi (2009). The Kissinger Saga: Walter and Henry Kissinger, Two Brothers from Fürth. Orion Publishing Group, Limited. ISBN 978-0-297-85675-7..
- 2015. Ferguson, Niall (2015). Kissinger, 1923–1968: The Idealist. New York: Penguin Books. ISBN 9781594206535.
- Avner, Yehuda (2010). The Prime Ministers: An Intimate Narrative of Israeli Leadership. Toby Press. ISBN 978-1-59264-278-6.
- Bass, Gary (2013). The Blood Telegram: Nixon, Kissinger, and a Forgotten Genocide. Alfred A. Knopf. ISBN 978-0307700209.
- Benedetti, Amedeo (2005). Lezioni di politica di Henry Kissinger : linguaggio, pensiero ed aforismi del più abile politico di fine Novecento. Genova: Erga. ISBN 88-8163-391-4.
- Berman, Larry (2001). No peace, no honor. Nixon, Kissinger, and Betrayal in Vietnam. New York: Free Press. ISBN 0-684-84968-2.
- Dallek, Robert (2007). Nixon and Kissinger: Partners in Power. HarperCollins. ISBN 978-0-06-072230-2.
- Graebner, Norman A. „Henry Kissinger and American Foreign Policy: A Contemporary Appraisal.”. Conspectus of History. 1 (2). 1975..
- Grandin, Greg (2015). Kissinger's Shadow: The Long Reach of America's Most Controversial Statesman. Metropolitan Books. ISBN 978-1627794497.
- „Groth, Alexander J, Henry Kissinger and the Limits of Realpolitik, in: Israel Journal of Foreign Affairs V:I (2011)” (PDF). Архивирано из оригинала (PDF) 13. 09. 2012. г.
- Hanhimäki, Jussi M. „'Dr. Kissinger' or 'Mr. Henry'? Kissingerology, Thirty Years and Counting”. Diplomatic History. 27 (5): 637—76. doi:10.1111/1467-7709.00376..
- Hanhimäki, Jussi (2004). The Flawed Architect: Henry Kissinger and American Foreign Policy. Архивирано из оригинала 01. 08. 2020. г.
- Hitchens, Christopher (2002). The Trial of Henry Kissinger. Verso. ISBN 1-85984-631-9.
- Mohan, Shannon E (2009). „Memorandum for Mr. Bundy": Henry Kissinger as Consultant to the Kennedy National Security Council”. Historian. 71 (2): 234—257. doi:10.1111/j.1540-6563.2009.00236.x..
- Morris, Roger (1977). Uncertain Greatness: Henry Kissinger and American Foreign Policy. Harper & Row. ISBN 0-06-013097-0.
- Qureshi, Lubna Z. (2009). Nixon, Kissinger, and Allende: U.S. Involvement in the 1973 Coup in Chile. Lexington Books. ISBN 978-0739126561.
- Schmidt, Helmut (1990). On Men and Power: A Political Memoir. Random House. ISBN 0-224-02715-8.
- Schulzinger, Robert D. (1989). Henry Kissinger. Doctor of Diplomacy. New York: Columbia University Press. ISBN 0-231-06952-9.
- Shawcross, William (2002). Sideshow: Kissinger, Nixon, and the Destruction of Cambodia. Cooper Square Press. ISBN 0-8154-1224-X.
- Suri, Jeremi (2007). Henry Kissinger and the American Century. Harvard University Press. ISBN 978-0-674-02579-0.
- Thornton, Richard C (2001). The Nixon-Kissinger Years: Reshaping America's Foreign Policy. Paragon House. ISBN 978-0-88702-068-1.. „The Nixon-Kissinger Years: Reshaping America's Foreign Policy by Richard C. Thornton, 2001 | Online Research Library: Questia”. Архивирано из оригинала 01. 08. 2020. г.
- Tucker, Nancy Bernkopf (2005). Taiwan Expendable? Nixon and Kissinger Go to China. Columbia University Press. ISBN 978-0-231-13565-8.